# Nine Lives (2002)
Nine Lives (Alternativtitel: Nine Lives – Das Haus des Schreckens) ist ein 2002 entstandener Horrorfilm von Andrew Green, der auch das Drehbuch schrieb. Eine Nebenrolle spielt Paris Hilton.

## Handlung
Tim wird 21 und das soll mit einer großen Party gefeiert werden.
Zu ihm gesellen sich acht weitere Freunde, mit denen er auf dem Familienanwesen in Schottland feiern möchte.
Zu dumm nur, dass sich noch ein ungeladener zehnter Gast im Haus befindet. Auf diesen werden die Freunde das erste Mal aufmerksam, nachdem sie gemeinsam gegessen haben, und ein lauter Schrei durch die Gänge des alten Gemäuers hallt.
Als schließlich alle Freunde am „Tatort“ eintreffen, können sie lediglich den Tod ihrer Freundin Jo feststellen.
Der einzige, der fehlt, ist Jos Freund Tom.
Sie finden auch ihn bald, allerdings mit entleerten Augenhöhlen.
Und so finden schließlich die letzten Überlebenden des Massakers, Emma und Andy schließlich heraus, dass der Geist des rachsüchtigen Schotten Murray im Haus umgeht.
Dieser wurde in der Vergangenheit von Tims Vorfahren von seinem Anwesen vertrieben, weigerte sich jedoch zu gehen, daraufhin wurden ihm seine Augen herausgerissen.
Nach jedem Mord wandert der Geist des alten in den Körper des nächsten, meist den Mörder des vorherigen Wirtskörpers.
Am Ende wird Tom von Emma ermordet, woraufhin Andy annimmt, dass der Geist Murrays sich nun in deren Körper befindet.
Dieser hat sich in einem Zimmer verbarrikadiert, gegen dessen Tür Emma unaufhaltsam schlägt und um Einlass schreit. Um zu verhindern, dass Andy sie töten muss und der Geist dann auf ihn übergeht, nimmt sie sich selbst das Leben.

## Kritiken
Das Lexikon des internationalen Films schrieb, der Film sei ein „Stümperhafter Horrorfilm am Rande der Lächerlichkeit“. Es kritisierte die „endlosen Dialoge“ und die „leidlich stimmige Atmosphäre“.

## Hintergrund
- Der in Hertfordshire (England) von 8. April bis 1. Mai 2002 gedrehte Film wurde am 26. August 2002 auf dem London Film Festival veröffentlicht.
- In Deutschland wurde er zuerst im Oktober 2005 im Fernsehen gezeigt.
- Die eigentliche DVD-Fassung (FSK 16) wurde von VOX im TV mit FSK 12 gezeigt.
- Paris Hilton tut heute gerne so, als ob sie sich nicht mehr an den Film erinnere, aufgrund der schlechten Kritiken.
- Bei "Nine Lives" handelt es sich um einen Studentenfilm.
- Bereits 20 Minuten nach Filmbeginn, finden die anderen Hiltons Charakter Jo tot im Bad vor.
- 2005 erscheint ein anderer Film des Regisseurs Rodrigo García unter dem Titel Nine Lives (2005), dieser steht in keiner Verbindung zu diesem Film.